# Indotipula diacaena
Indotipula diacaena är en tvåvingeart som först beskrevs av Alexander 1961.  Indotipula diacaena ingår i släktet Indotipula och familjen storharkrankar. Inga underarter finns listade i Catalogue of Life.